# Saint-Martin-d'Hères
Saint-Martin-d'Hères là một xã thuộc tỉnh Isère, vùng Rhône-Alpes, đông nam nước Pháp.